# 桂枝太郎 (3代目)
三代目 桂 枝太郎（かつら えだたろう、1977年8月28日 - ）は、日本の落語家である。落語芸術協会、マセキ芸能社所属。本名：佐々木 修市。岩手県胆沢郡衣川村（現・奥州市）出身。

## 略歴
岩手県立岩谷堂高等学校卒業。
- 1996年6月 - 桂歌丸に入門。9月、桂歌市で前座入り。
- 2000年6月 - 二つ目昇進。桂花丸に改名。
- 2009年5月1日 - 真打昇進、3代目桂枝太郎襲名。新宿末廣亭で昇進披露。

## 人物
- 祖父は岩手県にかつてあった衣川村最後の村長。
- 高校時代に郷里で4代目桂米丸の落語を聞き感動、落語家を志す。米丸が既に高齢だったため、米丸の紹介により桂歌丸の直弟子となり、修行を始める。
- 入門以来、横浜市中区黄金町に居住。歌丸は著書の中で「不肖枝太郎が最後の弟子になる。」と言明している[1]。
- 桂花丸時代、演芸専門誌「東京かわら版」のインタビューで、編集部で全裸になり、その写真が誌面に掲載されたことで歌丸をしくじり、破門されるところだった。聞き手は当時編集部員だった佐藤友美（現・編集長）[2]。
- 2009年5月1日、岩手県出身の落語家としては初となる真打昇進。同時に大名跡「桂枝太郎」を襲名した。先代の得意演目「自家用車」を復活させている。先代の命日のほか、先代が創設に尽力した浅草演芸ホールに出演する際に、先代の墓を訪れている。Twitterでは、先代を芸で追い越すことを目標としている旨を、たびたび綴っている。
- 古典落語はもとより、自ら創作する新作落語にも意欲的に取り組んでいる。三宅右近に師事し狂言を学んでおり、狂言を題材とした新作も制作している。
- 通常歌丸の弟子は「歌」の名前が入った高座名となるのが通常であり、歌丸の預かり弟子である歌春を含めて4人の兄弟子も例外ではなく、枝太郎自身の前座時代の高座名も「歌」の文字が入っているものであった。しかし、本人の希望により、歌丸の「丸」の文字が入っているものを歌丸に希望したとされる。歌丸曰く「学校の成績が良くなかったから、名前だけでも丸が欲しいのではないか」という理由から、二つ目時代は「花丸」になったとのこと。
- 2009年、4月6日、新宿京王プラザホテルにて真打昇進披露パーティーが行われ、事務所の先輩に当たるウッチャンナンチャンの南原清隆[3]が代表して祝辞を行った。
- 真打披露に伴い、同じ奥州市出身の漫画家・吉田戦車が手拭い・寄席の後ろ幕デザインを担当。 ザ・プラン9から寄席の幟が贈呈された。
- 本来「枝太郎」は文枝一門の名跡。これに関しては、本人曰く「師匠の歌丸の書籍を読み返してみたところ、食えなくて苦しい時期に先代の枝太郎から割り（給金）を多く包んでもらうなど可愛がってもらっていた。だからこそ、先代枝太郎の最後の弟子だった桂枝八（現桂歌春）を引き受け、「枝太郎」の名跡を貰いに行ったのではないか」と、義理堅かった歌丸の性格も合わせて推測している[4]。
- 2009年、フジテレビ「爆笑レッドザブトン」にて、「レッドザブトン賞」受賞。審査員長は松尾貴史、審査員アイドリング!!!
- 2009年、2010年の東京新聞テレビCM出演。女優・紺野まひると共演。
- 東京新聞ほっとWebにて連載コーナー執筆。吉田戦車、歌舞伎俳優の尾上松也、水泳の寺川綾、玉川スミ、いとうあさこ等とのインタビュー対談。
- 2015年、乃木坂46の舞台「じょしらく」落語指導。2016年、「じょしらく弐」落語指導も決定。乃木坂46から寄席の幟を贈呈されている。
- 2017年、BS日テレ「BS笑点ドラマスペシャル 桂歌丸」にて、  歌丸役をつとめた尾上松也をはじめ、笹野高史、水橋研二、鈴木勝大、柳下大などに落語指導を行った。
- 岩手県出身で、東日本大震災後は被災地を訪問することが多い。
- タレントとしてマセキ芸能社に所属しており、キングコングの西野亮廣、 インパルスの堤下敦、鳥居みゆきなど、テレビタレントとも幅広く交流、共演している。
- 2015年、「“行けないけど頑張って”とパフォーマーに気軽に言うのは止めた方がいい」と書き、Twitterが炎上。声優の緒方恵美、諏訪部順一がTwitterで賛同したが、批判のコメントも多く賛否両論となったばかりか、Yahooニュースのトップになる。友人の西野に相談するも「慣れや。おれ毎日炎上してるもん」と言われ、全く参考にならなかったと話している。
- 素人弟子（落語芸術協会所属ではない）として、豆しば原作者のキム・ソクウォンが「桂豆太郎」の芸名で一番弟子。また、じょしらくをきっかけに、乃木坂46の能條愛未が弟子になり、「桂枝毛」と命名されたが本人が断ったエピソードがある。
- 2018年5月19日、世界初となる「VR落語会」にゲスト出演。プロの落語家として初めてVRChatの中で落語を披露した。演目は自身の新作落語である「アンケートの行方」[5]。
- 2019年7月2日、三吉演芸場での「桂歌丸一周忌追善公演」に合わせて限定発売された「横浜ウォーカー×崎陽軒 桂歌丸さんの愛した炒飯弁当」では、弁当の中の崎陽軒名物「ひょうちゃん」に歌丸の絵を描いた[6]。
- 歌丸の死後、歌丸のライフワークであった「はこぶね寄席」「桂歌丸会」を引き継ぐ。
- 2023年よりJ:COM「J:COM笑顔寄席」のMC、ナビゲーターを担当。宮内恒雄アナウンサーと共に番組の司会。
- 2025年公開映画「みんな笑え」にて作品監修。野辺富三、今野浩喜、渡辺哲に落語指導。
- 2025年　神奈川県民共済主催　シネマホール寄席の番組プロデュース担当。
- 2013年より独演会フェス「三代目枝太郎まつり」が横浜にぎわい座で開催。
  - 初回ゲスト：桂歌丸、ナイツ、三宅狂言会
  - 第2回ゲスト：笑福亭鶴光、ハマカーン、三宅狂言会
  - 第3回ゲスト：桂米丸、三遊亭小遊三、坂本頼光
  - 第4回ゲスト：春風亭昇太、いつもここから、三宅狂言会
  - 第5回ゲスト：柳家喬太郎、マギー審司
  - 第6回ゲスト：桂米助、ポカスカジャン、三宅狂言会
  - 第7回ゲスト：月亭方正、三宅狂言会
  - 第8回ゲスト：柳家花緑、三宅狂言会、インパルス堤下敦
  - 第9回ゲスト：桂吉弥、U字工事
  - 第10回ゲスト：立川志の輔、西野亮廣、三宅狂言会
  - 第11回ゲスト : 林家正蔵、ねづっち、尾田直彪（坂本頼光休演のため代演）

### 笑点
- 日本テレビ系「笑点」の大喜利では、二ツ目時代（当時・花丸）の2004年から、三遊亭愛楽らとともに座布団運びのアシスタントとして出演していたが、2021年末をもって、アシスタントを卒業。
- 2009年5月31日放送の「落語芸術協会 真打昇進披露口上」に出演した。枝太郎は挨拶の中で「笑点のアシスタントとして、たい平師匠には毒の盛り方を教わった」とネタにし[7]、そのあと隣にいた師匠・歌丸の様子を察して「左から殺気を感じる」と自虐していた。
- 2012年4月29日放送の若手大喜利に回答者で登場し、「うちの師匠桂歌丸に褒められた！…それが最後の言葉だったんです。」[8]と、6代目円楽並のブラックな歌丸死去ネタを披露していた[9]。
- 師匠歌丸と長年罵倒合戦を繰り広げていた6代目円楽の事は「歌丸一門の顧問兼相談役」と呼んで慕っており、所属する落語芸術協会のイベント「芸協らくごまつり」内にて2018年に歌春達兄弟子と共に企画した歌丸の追悼座談会や、歌丸一門の落語会において共演するなど最晩年まで交流を続けていた。2022年9月30日に円楽が逝去した際には自身のTwitter内で「国立演芸場で達磨の目を書いてもらったばかりなのに」とその死を悼んでいる。

## 代表的な演目
※当代から習って持ちネタとしている芸人。
「アンケートの行方」
父と子の、職場と学校で配布されたアンケート用紙をめぐる騒動。※六代目三遊亭円楽、三遊亭愛楽、2代目三笑亭夢丸、サンドウィッチマン
「狂言マック」
狂言師の「和泉」がマクドナルドの店員になるドタバタ。※三笑亭可龍、柳家蝠丸、エネルギー
「ぼくの夏休み」
地方の田舎が舞台の、少年のひと夏の物語。
「自家用車」
2代目桂枝太郎作。アレンジをして当代も演じている。※三笑亭夢花
「ユギヤナギ」
東日本大震災後の陸前高田を舞台に、実際にあった出来事をモチーフに落語化。題名は、歌手松本哲也の歌のタイトルに影響を受けたとされている。
「附子」
狂言師、三宅右近から習い落語化したもの。※三遊亭愛楽、2代目三笑亭夢丸
「蚊相撲」
三宅右近から習い落語化したもの。※三笑亭夢花
「銀河鉄道の夢」
童話作家、宮沢賢治の生涯をなぞる人物伝。宮沢賢治の弟、清六の孫、宮沢和樹から許可と助言をいただく。